# Villa Nougues
Villa Nougues är en ort i Argentina.   Den ligger i provinsen Tucumán, i den norra delen av landet, 1 100 km nordväst om huvudstaden Buenos Aires. Villa Nougues ligger 1 447 meter över havet och antalet invånare är 10 785.
Terrängen runt Villa Nougues är huvudsakligen lite bergig. Villa Nougues ligger uppe på en höjd. Runt Villa Nougues är det ganska tätbefolkat, med 124 invånare per kvadratkilometer.. Närmaste större samhälle är San Miguel de Tucumán, 16,4 km öster om Villa Nougues.
I omgivningarna runt Villa Nougues växer i huvudsak städsegrön lövskog.